# Furna (Brava)
Furna es una localidad caboverdiana del municipio de Brava.

## Geografía
La localidad está situada en la isla Brava.

## Organización territorial
La localidad abarca los lugares y barrios de:
- Furna
- Rasca